# 坪坎镇
坪坎镇，是中华人民共和国陕西省宝鸡市凤县下辖的一个乡镇级行政单位。位于秦岭南麓，地处陕西凤县东南部。辖5个行政村25个村民小组。镇境盛产金、银、铜、铁、铅、锌等矿产资源。水资源也较丰富，境内申曲河汇集平木、岩湾两河之水，由北向南流长约22公里。

## 行政区划
坪坎镇下辖以下地区：
坪坎村、孔棺村、银母寺村和倒贴金村。